# Флаг Павловского сельского поселения (Владимирская область)
Флаг муниципального образования Па́вловское сельское поселение Суздальского района Владимирской области Российской Федерации — опознавательно-правовой знак, служащий официальным символом муниципального образования.
Флаг утверждён 20 сентября 2012 года и 16 октября 2012 года внесён в Государственный геральдический регистр Российской Федерации с присвоением регистрационного номера 7928.

## Описание
«Прямоугольное полотнище с отношением ширины к длине 2:3, составленное из трёх частей: голубого цвета у древка, красного цвета у свободного края и зелёного цвета внизу. Цвета полотнища разделены восходящими из нижних углов линиями, сходящимися в центре полотнища, и линией от центра полотнища до середины верхнего края. На полотнище воспроизведены фигуры из герба Павловского сельского поселения, выполненные белым, серым, жёлтым и оранжевым цветом».
Фигуры из герба представляют собой обернувшегося и воздевшего крылья серебряного сокола с золотыми глазами, клювом и лапами, сидящего на серебряном с золотой рукоятью мече в пояс, на который наброшена серебряная лента, концами уходящая за нижний край полотнища; и между этих концов — золотое яблоко с листьями на черенке.

## Обоснование символики
Образованное в 2005 году, Павловское сельское поселение включило в себя территорию трёх сельских округов Суздальского района.
Сокол, подобный соколам из флагов Суздаля и Суздальского района — символизирует тесную дружескую связь этих муниципальных образований. Сокол — символ верности, великодушия, победы и красоты.
Флаг состоит из трёх цветных частей — символизируя этим три сельских округа, составившие территорию поселения: Павловский, Порецкий и Садовый (до 1998 года — сельсоветы). Каждый округ, кроме цвета поля, аллегорически отображён и фигурой:
— Павловский округ — мечом, атрибутом святого Павла. Меч полугласно символизирует название села Павловское и всего поселения. С названием села связана легенда. Во время нашествия Батыя, в здешних местах двигалась на Суздаль с колчанами и кривыми саблями грозная конница. У высокого берега реки Чендяревки (на которой и стоит село Павловское) им явился с небес апостол Павел и предостерёг, чтобы не разоряли святой Суздаль. Но не послушали его татарские всадники. Они сожгли город и жестоко расправились с его жителями. На обратном пути врагов ждало возмездие: вновь явившись с небес, Павел простёр руку и ослепил их. Так и упали они незрячие на снег, не ведая, куда идти дальше. В подтверждение этой легенды можно привести такой факт: недалеко от шоссе, между селами Павловское и Борисовское, виднеется небольшое урочище. Полвека тому назад здесь стояло село Батыево. По преданию, оно возникло рядом с курганом, где были похоронены монгольские воины, и получило своё название по имени грозного хана. Возникшее через некоторое время на месте явления святого Павла селение назвали в память об этом событии. Меч — символ возмездия, справедливости, защиты;
— Порецкий округ — волнистой белой лентой, аллегорией реки Нерль, вдоль берегов которой раскинулось село Порецкое (название «Порецкое» трактуется как «расположенное по речке»).
— Садовый округ — яблоком, символизирующим яблоневые сады, которыми славится совхоз «Имени 17 МЮД». МЮД — международный юношеский день, в который и был организован в 1932 году совхоз, находившийся в округе Садовый. Яблоко — символ вечности, здоровья, омоложения;
— зелёная часть полотнища — аллегория зелёной горы, что символически отражает холмистый характер местности Павловского сельского поселения.
Голубой цвет (лазурь) — символ возвышенных устремлений, искренности, преданности, возрождения.
Красный цвет — символ труда, мужества, жизнеутверждающей силы, красоты и праздника.
Зелёный цвет символизирует весну, здоровье, природу, молодость и надежду.
Белый цвет (серебро) — символ чистоты, открытости, божественной мудрости, примирения.
Жёлтый цвет (золото) — символ высшей ценности, величия, великодушия, богатства.